# Campsicnemus bryanti
Campsicnemus bryanti är en tvåvingeart som beskrevs av Malloch 1932. Campsicnemus bryanti ingår i släktet Campsicnemus och familjen styltflugor. Inga underarter finns listade i Catalogue of Life.